# Adenogramma rigida
Adenogramma rigida är en kransörtsväxtart som först beskrevs av Friedrich Gottlieb Bartling, och fick sitt nu gällande namn av Otto Wilhelm Sonder. Adenogramma rigida ingår i släktet Adenogramma och familjen kransörtsväxter. Inga underarter finns listade i Catalogue of Life.